# Henry Charles Carey
Henry Charles Carey (15. prosince 1793 – 13. října 1879) byl americký ekonom 19. století tzv. americké školy a hlavní ekonomický poradce amerického prezidenta Abrahama Lincolna.
Carey se proslavil svou knihou The Harmony of Interests: Agricultural, Manufacturing, and Commercial (1851), kde očerňuje „britský systém“ liberálního řízení laissez faire a volného trhu. Zároveň ho srovnává s americkým systémem vývojového kapitalismu, který používá tarifní ochranu a vládní intervence, aby tak podpořil produkci a národní soběstačnost.

## Život
Henry Charles Carey se narodil ve Filadelfii v Pensylvánii v roce 1793 jako syn Mathewa Careyho (1760–1839), vlivného ekonoma, politického reformátora, redaktora a vydavatele. Mathew Carey se narodil v irském Dublinu, ale emigroval do Filadelfie v roce 1784, kde s pomocí Benjamina Franklina a markýze de Lafayette založil nakladatelství. Mezi jeho četné spisy patřily Eseje o politické ekonomii (1822), jedno z prvních amerických pojednání, které upřednostňovalo myšlenku protekcionismu Alexandra Hamiltona a jeho použití při podpoře amerického průmyslu.
V roce 1825 Carey následoval příkladu svého otce, a také si založil nakladatelství, nazval ho Carey & Lea. Tato firma později dosáhla pozice předního amerického nakladatelství. V roce 1835 Carey založil společně s Benjaminem Franklinem známou pojišťovací firmu Franklin Fire Insurance Company ve Filadelfii, která existuje dodnes.
Carey opustil prostředí podnikání v roce 1838. Ve stejné době také vydal své čtyřsvazkové pojednání The Principles of Political Economy (1837–1840). Toto dílo se brzy stalo standardní reprezentací americké školy ekonomického myšlení, a bylo přeloženo do italštiny a švédštiny, přičemž některé variace dominovaly ekonomický systém USA až do roku 1973. V roce 1863 byl Carey zvolen za spolupracovníka Americké akademie umění a věd  a v roce 1868 zahraničním členem Královské švédské akademie věd.

## Dílo

### Principy společenských věd
Careyho první rozsáhlejší práci předcházely a následovaly méně obsáhlé počiny na téma mezd, úvěrového systému, úroků, otroctví, autorských práv a dalších. Mezi lety 1858–1859 shromáždil své celoživotní vědění a sepsal The Principles of Social Science (Principy společenských věd), které vyšly ve třech svazcích. Dílo je obsáhlá a vyspělá expozice Careyho názorů. Snažil se zde ukázat, že nezávisle na lidské vůli existuje přirozený systém ekonomických zákonů, které jsou esenciálně prospěšné a spontánně zvyšují prosperitu celé společnosti, zejména pak dělnických tříd, ovšem s výjimkou případů, kdy jí brání nevědomost nebo zvrácenost lidstva. Svoji ekonomiku zakládá na Colbertově systému, který hájí zájmy výrobců podporujících farmy s infrastrukturou.

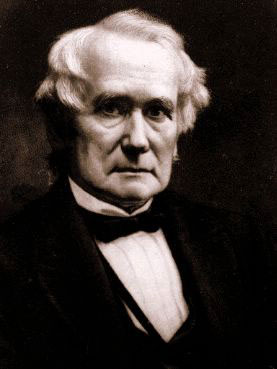
Henry Charles Carey

Odmítl malthusiánskou teorii o populaci argumentem, že prostředky na obživu determinují populační růst pouze v případě, pokud daná společnost nevyvíjí nové technologie nebo nepřijímá za své pokrokové myšlení vládní politiky. Populace se v dobře řízené zemi regulovala sama, ale její tlak na obživu charakterizoval nižší civilizační stádia. Carey popřel jako univerzální pravdu zákony snižování výnosů z půdy pro všechny ve všech fázích kultivace.
Jeho postoj souvisí s protikladem bohatství a hodnoty. Carey se domníval, že půda v industriálním způsobu života je nástrojem produkce tvořeným lidskou prací. Hodnota produktu byla určována množstvím provedené práce vynaložené na jeho vyrobení (měřeno prací potřebnou za stávajících podmínek, aby se nová země dostala do stejné fáze produktivity). Studoval okupaci a zúrodnění půdy, jelikož jako Američan měl stále v paměti první kolonie a před jehož očima se děj osidlování a dobývání země stále odehrával. Obtíže přeměny neobdělávané půdy na půdu, která produkuje organické potraviny pro lidskou spotřebu může být totiž odhadována pouze obyvatelem země, jehož půda je dlouhodobě kultivována.
Carey věřil, že překonání těchto obtíží namáhavým a neutuchajícím úsilím opravňuje prvního držitele půdy k nároku na majetek v této půdě. Její současná hodnota tvoří velmi malou část nákladů, které na ni byly vynaloženy, protože představuje pouze to, co by bylo vyžadováno, s využitím vědeckých poznatků a zařízení naší doby, aby se země dostala z jejího primitivu do současného stavu.
Z toho plyne, že majetek v půdě je forma investovaného kapitálu, množství práce nebo produktů permanentně svázanými s půdou. Vlastník tohoto kapitálu je jako každý kapitalista kompenzován podílem na produkci. Majitel není odměňován za to, co vyprodukuje příroda svými silami a společnost tudíž není nijak podvedena jeho výlučným vlastnictvím.
Takzvaná ricardovská teorie pozemkové renty je spekulativní představa vyvrácená všemi zkušenostmi. Na rozdíl od toho, co teorie předpokládá, kultivace nezačíná nejlepšími půdami a nepostupuje směrem k horším půdám. Lehká, suchá a výše položená půda je kultivována nejdříve. Pouze v případě, že se zvýší hustota populace a nashromážděný kapitál, začne se obdělávat půda níže položená. Tato půda je úrodnější, ale zároveň má bahnitý charakter a podléhá záplavám. Nájemné, jakožto poměr produktivnosti, klesá stejně jako všechny podíly kapitálu, ale zvyšuje se jeho absolutní množství. Podíl dělníka se zvyšuje jak poměrově, tak absolutně. Zájmy těchto různých společenských tříd jsou tedy v souladu.
Carey dále říká, že aby mohl tento harmonistický pokrok fungovat, je třeba vrátit půdě to, co ji bylo odebráno. Veškerá produkce vzatá z půdy je součástí této půdy, a proto se musí obnovit, jinak dojde k vyčerpání živin. Z tohoto důvodu výrobce a spotřebitel nesmí být příliš vzdálení. Produkty se nesmí vyvážet do cizích zemí a tím obohatit cizí půdu. V krátkodobém měřítku by vlastník půdy navýšil zisky, ale produkce půdy by se absolutně snižovala.

### Jak překonat Anglii aniž by došlo k boji
V březnu 1865 zveřejnil Carey sérii dopisů určených předsedovi Sněmovny reprezentantů, Schuyleru Colfaxovi, s názvem „Cesta k překonání Anglie bez boje“. V těchto dopisech Carey prosazoval pokračování politiky Greenbacks, jímž autorem je Abraham Lincoln. Tato politika podporovala bezdluhové, vládou vydávané peníze jako způsob osvobození americké ekonomiky od britských kapitalistů, kteří se snažili ovládnout americké bohatství.
Také navrhl zvýšit povinné minimální rezervy soukromých bank až na 50 procent. Careyho práce, jak historie ukázala, nebyla vyslyšena. Následná Dlouhá krize, sužující Ameriku mezi lety 1873 - 1896, způsobovala značnou finanční paniku kvůli neschopnosti národních bank poskytnout veřejnosti dostatečné množství peněz.
Následuje několik výňatků z Careyových prací:
Nejvyšší činitel (Lincoln) je často nucen vázat svůj podpis k nejdůležitějším zákonům, které často považuje za více než rozporuplné, vzhledem k národním zájmům.
Britskému volnému obchodu, jak jsem již uvedl, jsme vděční za současnou občanskou válku. Kdyby naše legislativa podpořila deklaraci nezávislosti, ten velký kopcovatý region na jihu, jeden z nejbohatších, by už dlouho byl zaplněný pecemi a továrnami, s pracovníky, v jejichž řadách by byli svobodní muži, ženy a děti, bílí i černí, a těch několik částí Unie by bylo spojeno dohromady ocelovými háky, které by vzdorovali každé separatistické snaze ''bohatých kapitalistů'' z Anglie. Takové, bohužel, nebylo naše počínání. Tedy přišlo povstání, které zapříčinilo zastavení sociální mobility a zkázu mnoha mužů.
V důsledku byla naše vláda chudá, veliká část našich lidí nezaměstnaná, byli jsme nuceni půjčit si válečné stroje v hodnotě milionů dolarů, abychom překonali veškeré překážky, které nám postavili do cesty lidé otevřeně podporující povstání.
Až současná válka skončí, bude muset být další vybojována, totiž válka s Anglií... Ale nebude to válka vedena kanóny. Utkáme se s ní na půdě kongresu.
Celý jih nyní vyžaduje reorganizaci a prvním krokem tímto směrem by mělo být poskytnutí strojů a jejich následné uvedení do oběhu. Pokud vláda tyto stroje nezajistí, kdo jiný to bude moci nebo chtít udělat? Sleduj pozorně, vyzývám tě, můj milý pane, to rozsáhlé pole, které má být obsazeno, a tu obrovskou práci, která má být vykonána, a pak se mnou přemítej nad tím, proč by vláda měla umožnit svým vojákům zahynout na poli, zatímco debatuje o podmínkách půjčky, kterou by jí měli půjčit muži, jejichž zájmy mají být podporovány snížením oběhu a zvýšením úrokové sazby. Nechte naše vojáky zaplatit, nechte znovu obnovit kredit vlády, nechte úrokovou sazbu na nízké úrovni a nechte státní pokladnu znovu potvrdit svou nezávislost a vše ještě dobře dopadne...
Jediná dekáda výše popsaného systému by stačila, abychom se v tomto ohledu mohli srovnat, bok po boku, s Anglií. Na počátku další dekády by Anglie byla již daleko za námi a my bychom potvrdili naši pozici ve světě, o které naši lidé tak často hovoří.

## Odkaz
Carey, který se vydal cestou odhodlaného zastánce volného obchodu, nakonec dospěl k teorii ochranářství. Byl toho názoru, že koordinační síla společnosti musí zakročit a zabránit tak zvýhodnění soukromého sektoru, který působí značné potíže. Svou konverzi ohledně této otázky přisuzoval pozorování dopadů liberálních a ochranných cel na americkou prosperitu. Toto pozorování ho, podle jeho názoru, vrhlo zpět k teorii a vedlo ho k názoru, že zásah by se mohl jevit jako nezbytný k odstranění (jak to formuluje) překážek pokroku v mladších komunitách vytvořených působením starších a bohatších národů.

## Publikace
- Esej o sazbě mezd, Philadelphia, 1835.
- Principles of Political Economy, Philadelphia, 1837-40 (3 svazky).
- Úvěrový systém ve Francii, Velké Británii a Spojených státech Archivováno 4. 11. 2021 na Wayback Machine., Londýn, 1838.
- Minulost, přítomnost a budoucnost Archivováno 4. 11. 2021 na Wayback Machine., Philadelphia, 1848.
- Harmony of Interests, Agricultural, Manufacturing and Commercial, New York, 1851.
- Dopisy o mezinárodních autorských právech, Philadelphia, 1853.
- Obchod s otroky, domácí i zahraniční : Proč existuje a jak může být zničen, Philadelphia, 1853.
- The North and the South, New York, Ann Arbor, Office of the Tribune, 1854.
- American Labour Versus British Free Trade, Philadelphia, 1855.
- Dopisy prezidentovi o zahraniční a domácí politice Unie a jejích dopadech, jak je uvedeno ve stavu lidu a státu, Philadelphia, 1858.
- Principles of Social Science, 3 svazky, Philadelphia, 1858-60.
- Peníze: Přednáška před newyorskou geografickou a statistickou společnosít, Philadelphia, 1860.
- Finanční krize: její příčiny a důsledky, Philadelphia, 1864.
- The Way to Outdo England Without Fighting her, Philadelphia, 1865.
- Otázka měny. Dopisy Hon. Schuyler Colfax , Chicago, 1865.
- Kontrakce nebo expanze? Odmítnutí nebo obnovení? Dopisy Hon. Hugh M'culloch, ministr financí , Philadelphia, 1866.
- Veřejný dluh, místní a národní: jak zajistit jeho oddlužení a zároveň snížit daňovou zátěž. Dopis Davidu A. Wellsovi, Esq., Předsedovi správní rady daňových komisařů , Philadelphia, 1866.
- Recenze Dekády 1857-67, Philadelphia, 1867.
- Rekonstrukce: průmyslová, finanční a politická. Dopisy Hon. Henry Wilson, americký senátor z Massachusetts , Washington, 1868.
- Jak ochrana, zvyšování veřejných a soukromých příjmů a národní nezávislost kráčí ruku v ruce : recenze zprávy Hon. DA Wells, zvláštní komisař pro příjmy , Philadelphia, 1869.
- Máme mít mír? Mír finanční a mír politický? Dopisy zvolenému prezidentovi Spojených států , Philadelphia, 1869.
- Memoir of Stephen Colwell: Read before the American Philosophical Society, Philadelphia, 1871.
- The Unity of Law; as Exhibited in the Relations of Physical, Social, Mental and Moral Science, Philadelphia, 1873.
- Obchod, křesťanství a civilizace versus britský volný obchod : dopisy v reakci na londýnské časy, Philadelphia, 1876.

## Další četba
- Elder, William. A Memoir of Henry C. Carey, Henry Carey Baird & Co., 1880.
- Green, Arnold Wilfred. Henry Charles Carey: Nineteenth-century Sociologist, University of Pennsylvania Press, 1951.
- "Henry Charles Carey," Daedalus, March 1881.
- Kaplan, Abraham D. H. Henry Charles Carey: A Study in American Economic Thought Archivováno 4. 12. 2020 na Wayback Machine., The Johns Hopkins Press, 1931  (archive ).
- Lee, Arthur M. "Henry C. Carey and the Republican Tariff ," The Pennsylvania Magazine of History and Biography, Vol. 81, No. 3, Jul., 1957 (Archive ).
- Levermore, Charles H. "Henry C. Carey and his Social System," Political Science Quarterly, Vol. 5, No. 4, Dec., 1890.
- Morrison, Rodney J. "Carey, Classical Rent, and Economic Development," The American Journal of Economics and Sociology, Vol. 27, No. 3, Jul., 1968.
- Morrison, Rodney J. "Henry C. Carey and American Economic Development," Transactions of the American Philosophical Society, New Series, Vol. 76, No. 3, 1986.
- Turner, John Roscoe. "Henry Charles Carey." In The Ricardian Rent Theory in Early American Economics, The New York University Press, 1921.
- Nathan. Baily - Henry Charles Carey : forgotten prophet  (need to be a searcher)
- Ariel Ron “Scientific Agriculture” and Economic Development in the Antebellum North (textual pdf but login needed)